# دون كابرال
دون كابرال (بالإنجليزية: Donald Cabral)‏ هو عداء موانع ‏ أمريكي، ولد في 12 ديسمبر 1989 في غلاستونبوري في الولايات المتحدة.

## وصلات خارجية
- دون كابرال على موقع الاتحاد الدولي لألعاب القوى (الإنجليزية)
- دون كابرال على موقع الاتحاد الأمريكي لسباقات المضمار والميدان (الإنجليزية)
- دون كابرال على موقع الدوري الماسي (الإنجليزية)
- دون كابرال على موقع TFRRS.org (الإنجليزية)
- دون كابرال على موقع أوليمبيديا (الإنجليزية)
- دون كابرال على موقع اللجنة الأولمبية والبارالمبية الأمريكية (الإنجليزية)